# Pilgiftsgrodor
Pilgiftsgrodor, giftgrodor eller ibland dendrobatider är en grupp groddjur som tillhör familjen Dendrobatidae. Långt ifrån alla pilgiftsgrodor är giftiga och ännu färre används för produktion av pilgift. Den giftigaste av alla kända arter är gyllene kokoigiftgroda (Phyllobates terribilis). Det finns ungefär 170 arter av pilgiftsgrodor.

## Utbredning
Pilgiftsgrodorna är inhemska i Centralamerika och Sydamerika. Utbredningsområdet sträcker sig från södra Nicaragua till Bolivia. Guldgrodan (Dendrobates auratus) har även introducerats till några av Hawaiis öar.

## Utseende
Pilgiftsgrodor karakteriseras vanligen av sina skarpa färger och blygsamma storlek. De skarpa färgerna är ett sätt att signalera dess giftighet. Skinnfärgen kan variera från ljusorange och svart till blå eller gul, men medlemmarna av det artrikaste släktet, Colostethus, är generellt sett bruna. Fullvuxna pilgiftsgrodor varierar i storlek från 1,5 till 6 centimeter, beroende på ålder och art.

## Ekologi
Familjens medlemmar lever i regnskogar, molnskogar och andra fuktiga tropiska skogar. Arterna är aktiva på dagen. Vissa pilgiftsgrodor är anpassade för ett liv intill vattendrag och andra vistas främst på träd eller buskar. Honor lägger äggen i en grop på land och de nykläckta grodynglen flyttas till vattnet.

## Giftighet

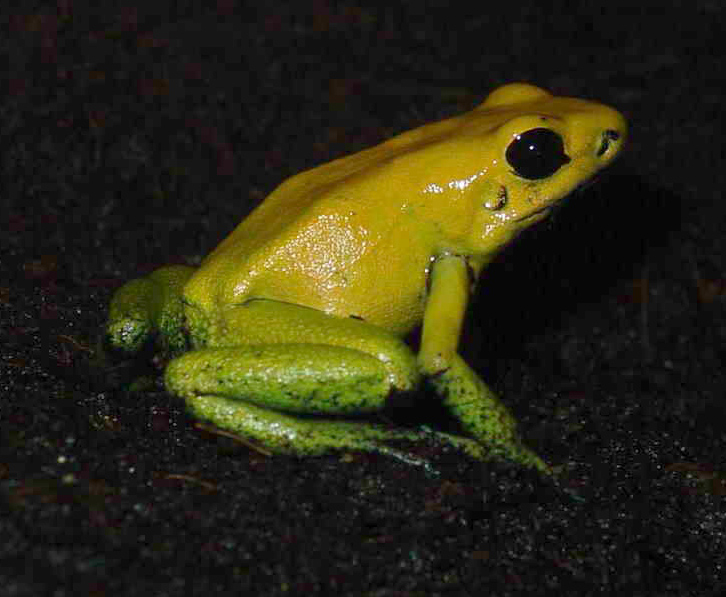
Phyllobates bicolor, en av de arter som traditionellt används till pilgift.

Mer än 100 gifter har identifierats i skinnsekret på pilgiftsgrodor, särskilt grodor i släktena Dendrobates och Phyllobates. De senare har det extremt farliga neurotoxinet batrachotoxin, av vilket det räcker med 40 mikrogram för att dosen ska vara dödlig. Den gyllene kokoigiftgrodan är så giftig att det kan räcka med att nudda grodans rygg med tungspetsen för att överföra en dödlig dos gift.
Vissa indianstammar i Sydamerika, som Noanamá Chocó och Emberá Chocó i västra Colombia doppar spetsen på sina blåsrörspilar i giftet som kan hittas på tre arter av Phyllobates. Det är från detta familjen har fått sitt namn trots att ingen av alla de övriga medlemmarna i familjen pilgiftsgrodor används på så sätt; de flesta är inte ens giftiga. När ett vilt djur skjuts med en förgiftad pil dör det inom minuter av neurotoxinet. Giftpilar gjorda med giftet batrachotoxin är tillräckligt potenta för att döda apor och fåglar mycket snabbt eftersom giftet paralyserar nervsystemet nästan omedelbart.
Det finns väl underbyggda teorier som säger att giftet i grodorna kommer från deras diet av myror, skalbaggar och andra insekter. Dessa gifter överförs från insekten till grodan och utsöndras sedan på dess skinn. Grodor som fångas vilt och ges en diet av till exempel fruktflugor eller syrsor förlorar efterhand sin giftighet, och pilgiftsgrodor uppfödda i fångenskap är inte giftiga.

## Taxonomi
Enligt Amphibian Species of the World delas familjen in i tre underfamiljer:
- Colostethinae
  - Ameerega
  - Colostethus
  - Epipedobates
  - Silverstoneia
- Dendrobatinae
  - Adelphobates
  - Andinobates
  - Dendrobates
  - Excidobates
  - Minyobates
  - Oophaga
  - Phyllobates
  - Ranitomeya
- Hyloxalinae
  - Hyloxalus

## Bildgalleri

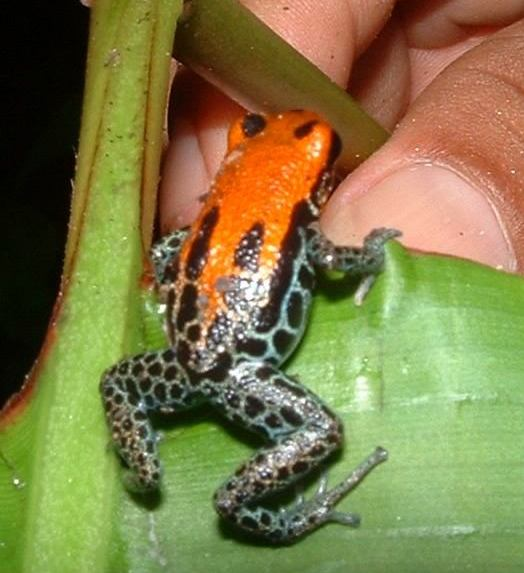
Ranitomeya reticulata fotograferad i Peru.
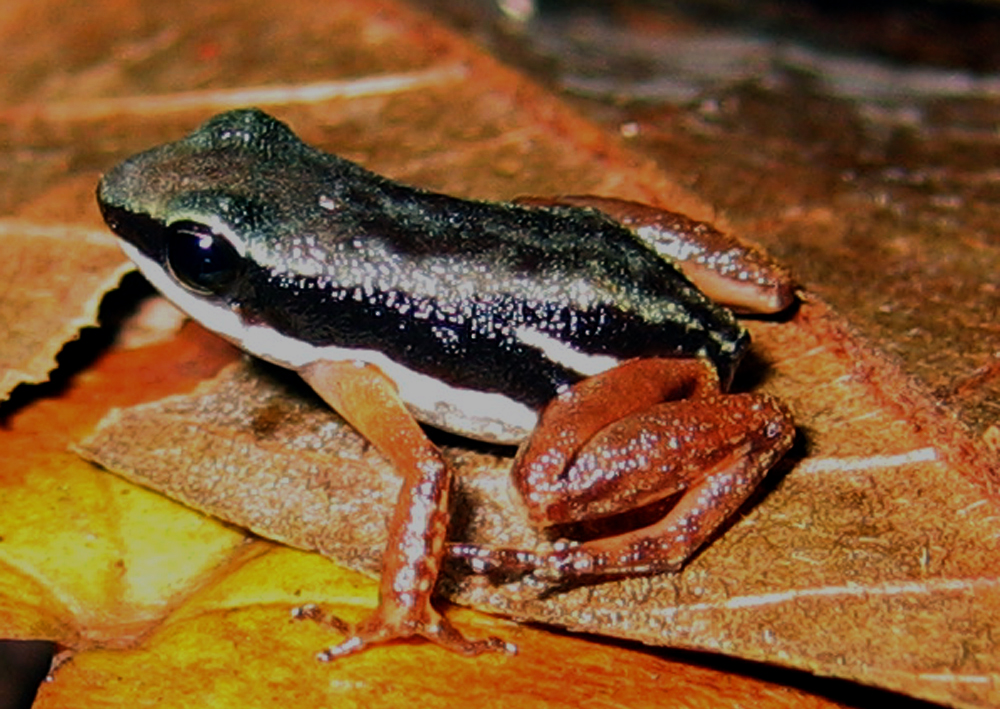
Silverstoneia flotator fotograferad i Costa Rica.
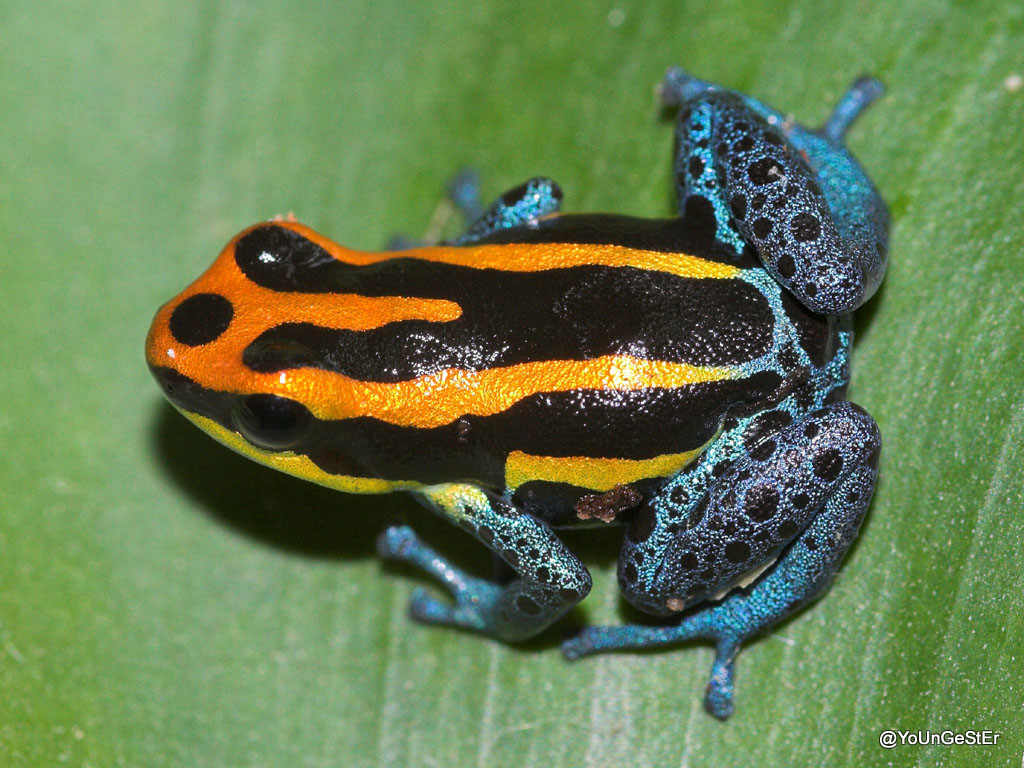
Ranitomeya amazonica.
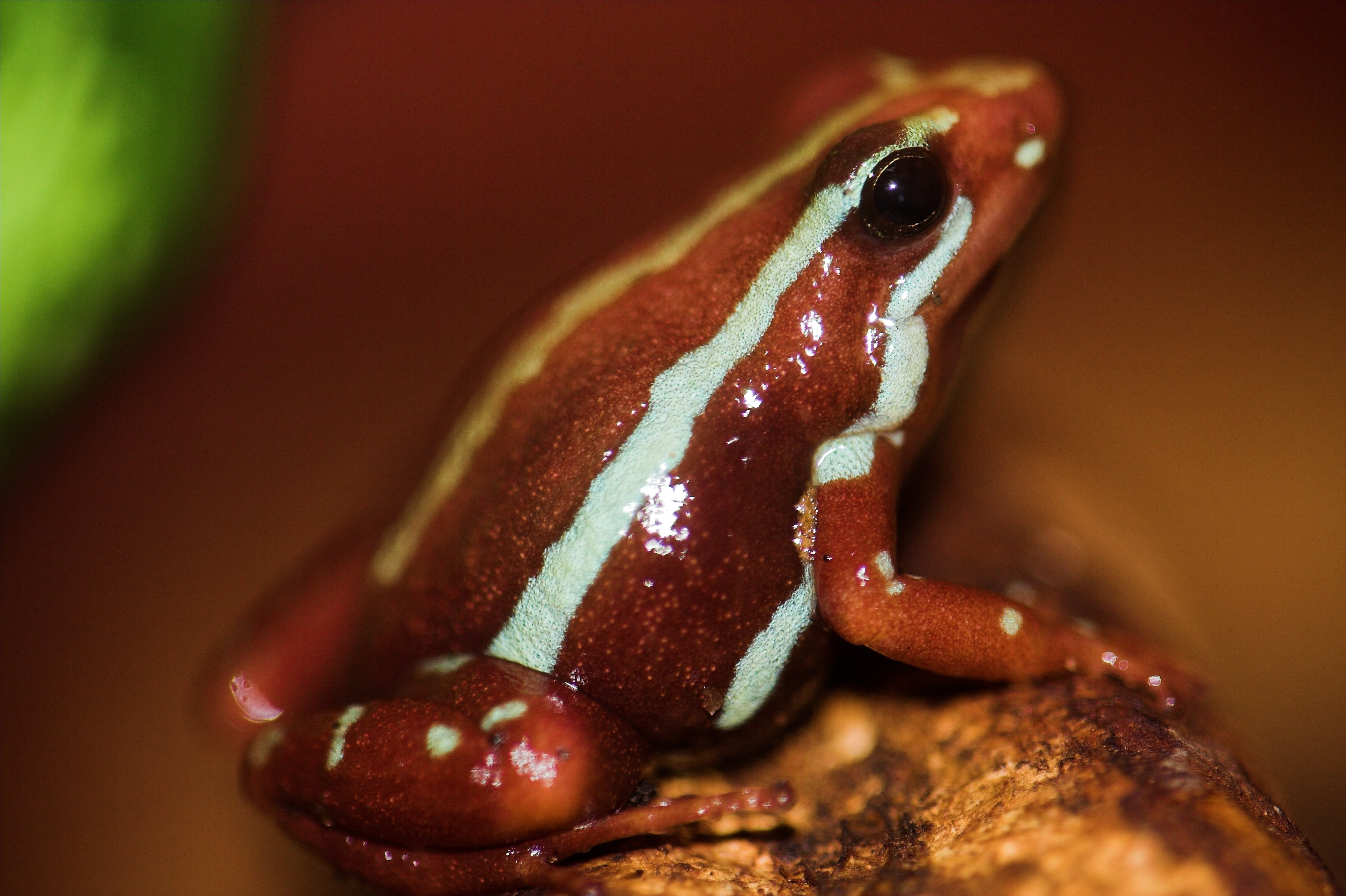
Närbild på trefärgad pilgiftsgroda (Epipedobates tricolor).
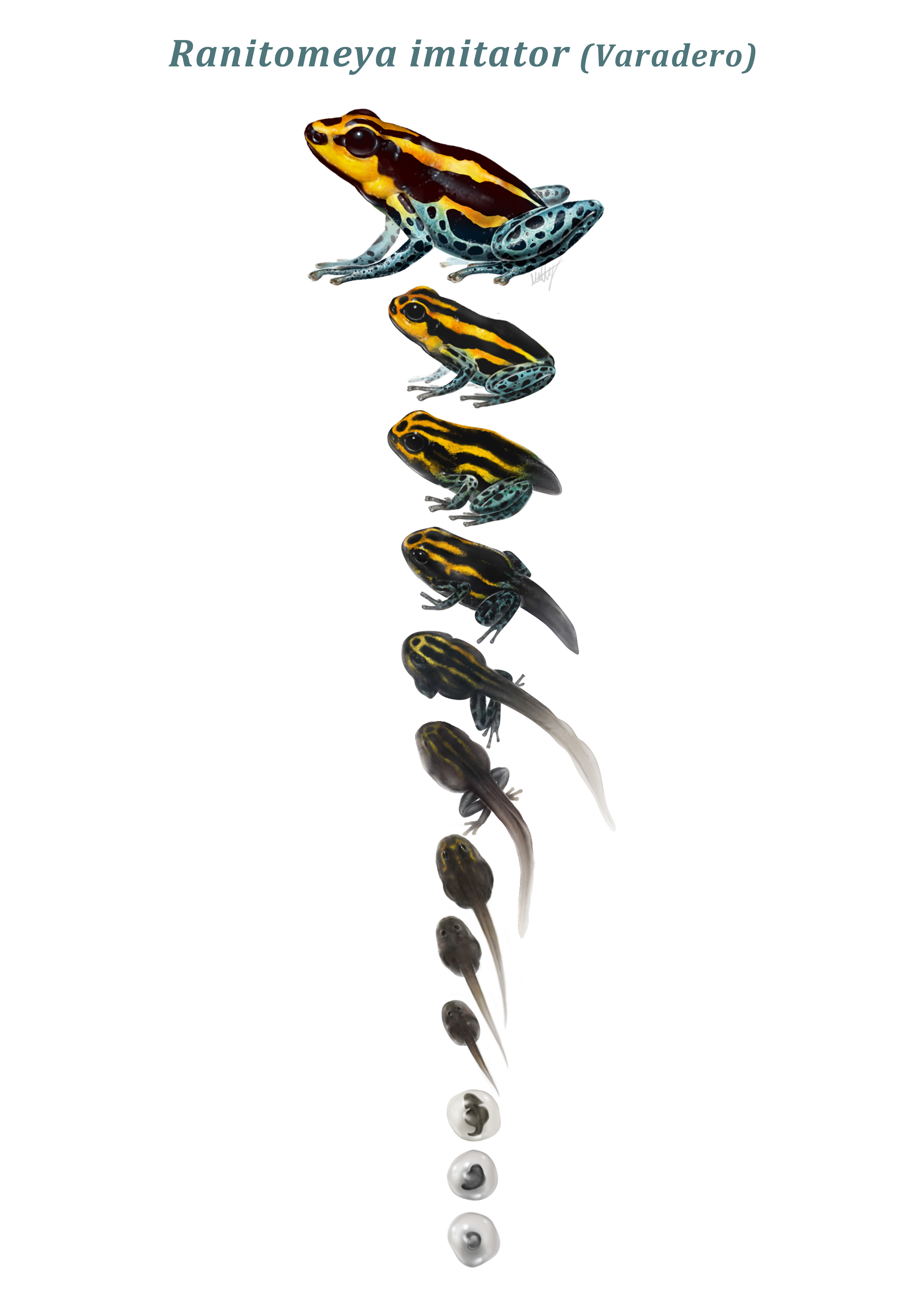
Utvecklingfaserna hos pilgiftsgrodan Ranitomeya imitator.
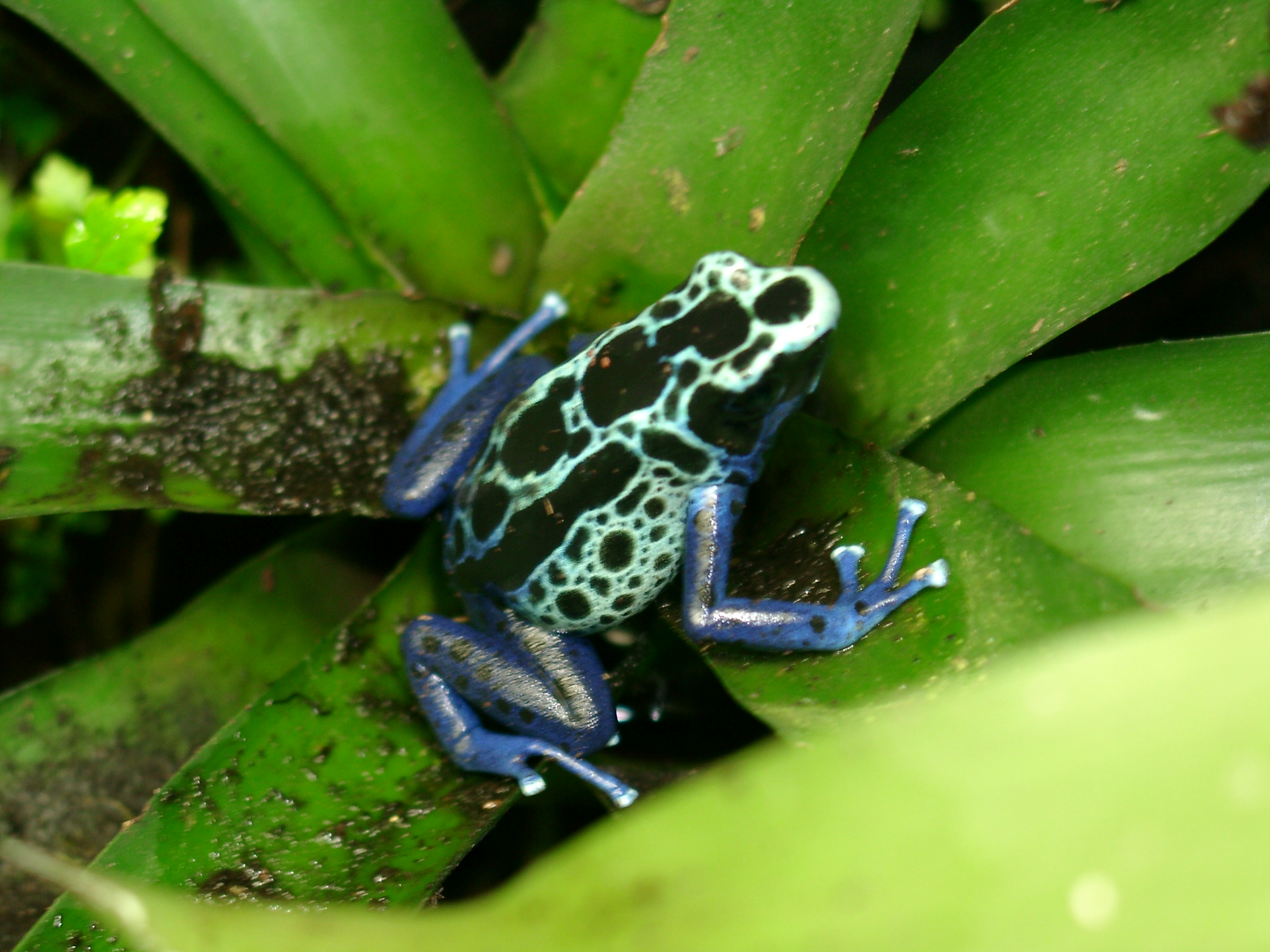
Arten färgaregroda (Dendrobates tinctorius).